# (6838) Okuda
(6838) Okuda est un astéroïde de la ceinture principale.

## Description
(6838) Okuda est un astéroïde de la ceinture principale. Il fut découvert le 30 octobre 1995 à Nachikatsuura par Yoshisada Shimizu et Takeshi Urata. Il présente une orbite caractérisée par un demi-grand axe de 2,65 UA, une excentricité de 0,17 et une inclinaison de 13,6° par rapport à l'écliptique.

## Compléments